# فالنتين ساندو
فالنتين ساندو (بالرومانية: Valentin Sandu)‏ هو لاعب كرة قدم روماني في مركز الدفاع، ولد في 28 فبراير 1983 في بلويشت في رومانيا. لعب مع نادي أسترا جورجو.

## وصلات خارجية
- فالنتين ساندو على موقع قاعدة بيانات كرة القدم.إي يو (الإنجليزية)
- فالنتين ساندو على موقع Soccerway.com (الإنجليزية)